# Шокці

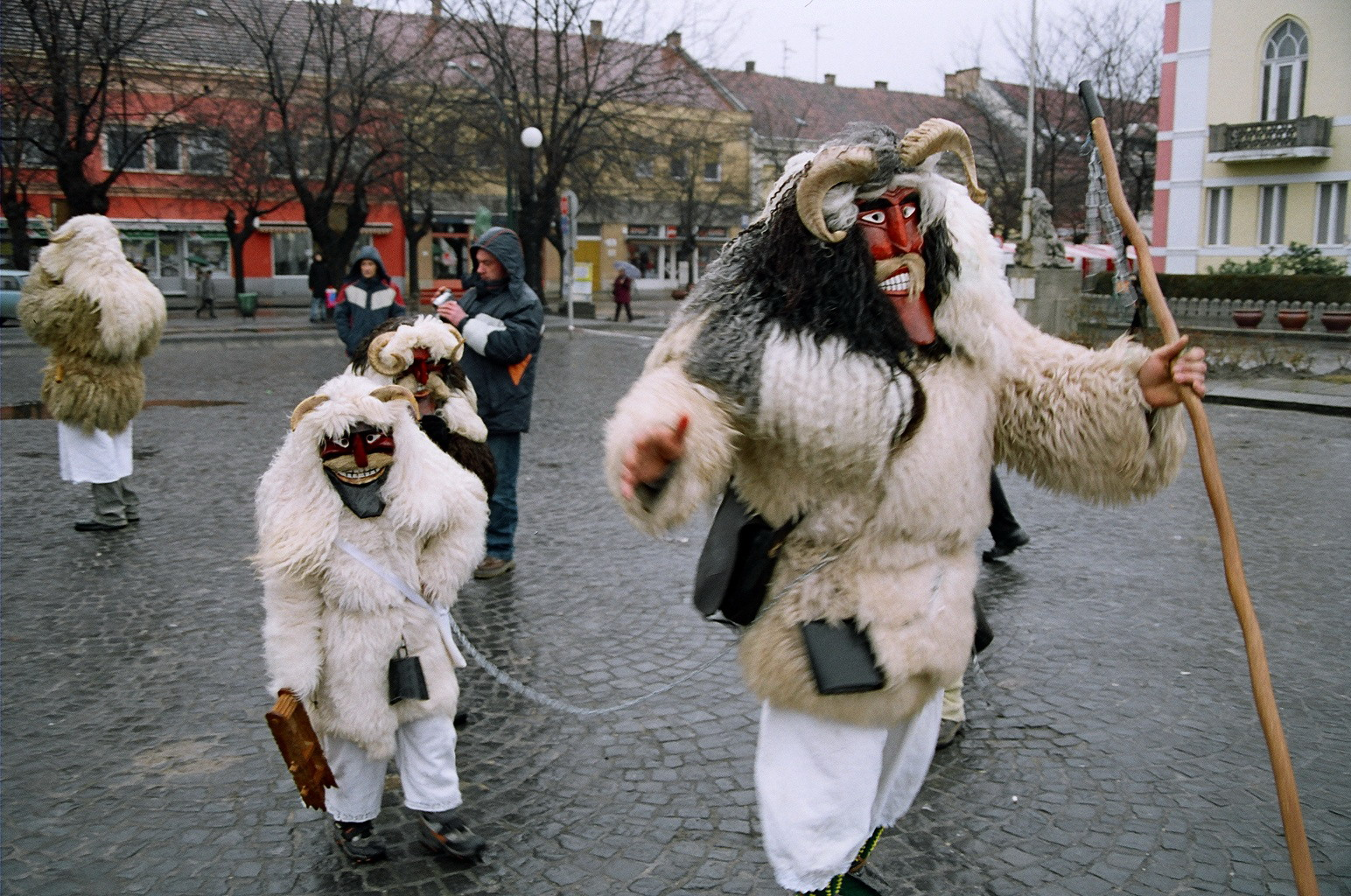
Шокці святкують в кінці зими в традиційних масках, в Могачі, південна Угорщина, в лютому 2006 року

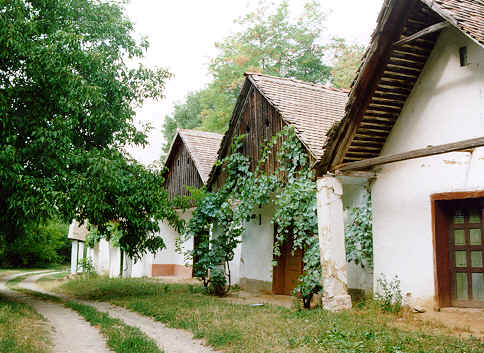
Шокцькі житла в Дражі, Хорватія

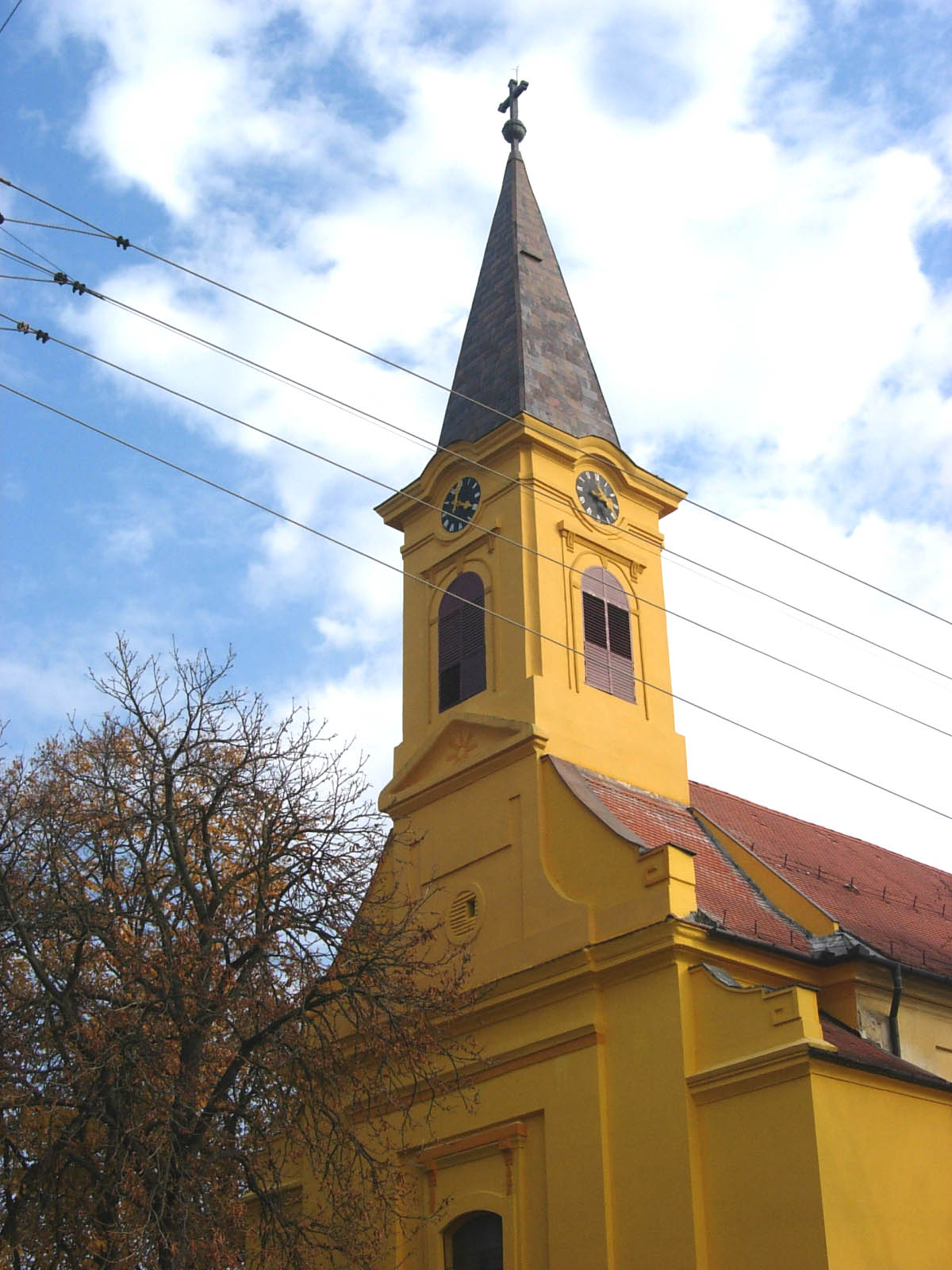
Католицька церква в селі Бачкий Моноштор, Сербія

Шокці (сербохорв. Šokci / Шокци) — південнослов'янська етнографічна (етнокультурна) група, яка іноді розглядається як субетнос хорватів, що мешкає переважно у східній Хорватії, північній Сербії (західна Бачка, північно-західна Воєводина; Срем, південно-західна Воєводина) та південно-східній Угорщині.

## Шокці— поети і письменники
- Великанович Ісо (1869—1940)
- Швел-Гармишек Мара (1900—1975)
- Релкович Марія Антун (1732—1798)
- Трухелка Ягода (1864—1957)
- Брліч-Мажуранич Івана (1874—1938)
- Юліяна Матанович
- Деркач Лана
- Томашич-Нм Марія
- Туцакович-Гргич Марія
- Маркасович Власта
- Радмнлович Маріяна
- Козарац Йосип (1858—1906)
- Козарац Іван (1885—1910)
- Округич Нлія (1827—1897)